# Садовий Пилип Матвійович
Пилип Матвійович Садовий (9 січня 1894, Лівенське, Маяцька волость, Кобеляцький повіт, Полтавська губернія, Російська імперія —†  2 липня 1921, Полтава, УСРР) — солдат царської армії, офіцер Армії УНР, волосний комісар в добу Української Держави, офіцер 35-го піхотного Кременчуцького полку Армії Української Держави, очільник української підпільної організації в кількох волостях Кобеляцького повіту, отаман селянського повстанського загону.

## Життєпис
Народився 9 січня 1894 року в селі Лівенське, Маяцької волості, Кобеляцького повіту, Полтавської губернії, колишній Новосанжарський район, Полтавська область. Батько Матвій Кіндратович займався землеробством, мав 11 десятин землі. Мав старшого брата Пимона, котрий під час Першої світової війни потрапив до німецького полону.
До 1916 року навчався в сільськогосподарській школі в селі Андріївка, що неподалік Маячки.
1 жовтня 1916 року був мобілізований до царської армії. У 1917 році перебував у 4 Запасному піхотному полку в м. Житомирі в званні рядового.
З серпня по грудень 1917 року навчався в школі прапорщиків у Києві.
Під час навчання мав дві відпустки, під час котрих приїжджав в Лівенське, де проводив роз’яснюючи роботу серед селянства.
5 грудня 1917 року, вже в чині прапорщика від’їжджає до рідного села.
У добу Української Держави був волосним комісаром. Пробув на службі лише 23 дні, але зумів захистити від розправи кількох односельців, котрих нібито звинувачували у розбої та грабунку економії поміщика в селі Губарівка. Звільнився зі служби за власним бажанням. Ймовірно через службу в Гетьмана Скоропадського дехто з односельців недолюблював отамана.
18 жовтня 1918 року Садового мобілізують до Армії Української Держави в чині офіцера. Служив у 35-му піхотному Кременчуцькому полку.

### Керівник української підпільної організації
На початку травня 1918 року Садовий їздив до Києва, де зустрічався з колишніми урядовцями Української Центральної Ради, де отримав завдання створити на теренах Кобеляцького повіту підпільну організацію. Подібні організації створювались й по інших повітах Полтавської губернії.
Перші збори організації Садовий провів вночі, в «розкопаній могилі» біля селя Чорбівка, куди прибуло 52 чоловіки. Робота підпілля обмежувалась просвітницькою діяльністю, налагодженню зв’язку з підпіллям інших повітів, підготовка до селянських виступів з метою повалення Гетьмана і відновлення влади УНР.
У кінці вересня отримав наказ від Українського Національного Союзу готуватися до повстання.

### Участь в антигетьманському повстанні
Під час антигетьманського повстання українська підпільна організація діяла вкупі з «боротьбистами» котрих очолював Олексій П’ятенко. Об’єднані загони 7 листопада роззброїли гетьманців на станції Нові Сенжари в Руденківці, а звідти рушили на Нові Санжари. Містечко взяли без бою. Одначе один з повстанців Филат Коба відстав від гурту і його, зі слів бойових побратимів, вбила «сліпа» куля. Далі загін пішов на Полтаву, Лозову, Селещину. Звідти повстанці повернулися до рідного повіту.
Тим часом в Кобеляках владу захоплюють більшовики, де проводять шалену агітацію, внаслідок чого частина загону Садового-П’ятенка переходить до червоних. Решті воєнний комісар Василь Упир поставив ультиматум — скласти зброю, на що повстанці відмовились. Застосувати силу в комісара забракло духу. Сам отаман Садовий до більшовиків не пішов, а з гуртом побратимів, подався шукати українське військо.
Повстанці отамана Садового розійшлися по домівках і продовжили підпільну діяльність. Повстанці Олексія П’ятенка невдовзі влилися до лав військ Директорії УНР, одначе відмовились йти на Правобережжя та продовжили боротьбу на Полтавщині.

### Перебування в Армії Директорії, білогвардійський полон, втеча і арешт
Після повалення Гетьманату опинився в військ Директорії УНР, де служив офіцером.
8 жовтня 1919 року, в бою з білогвардійцями Денікіна на Поділлі Садовий потрапив у полон. Проте йому вдалось втекти з білогвардійської неволі, й перед Великоднем 1920 року повернувся додому.
Опинившись в рідному селі, пішов до Маяцької волості й говорив з воєнкомом Гаращенком про ймовірне його переслідування радянською владою. Аби уникнути репресій подав рапорт на службу в охорону чи міліцію. Наступного дня до Садового прийшли два міліціонера, і без пред’явлення звинувачення, арештували його. Спершу тримали в арештантській кімнаті с. Маячка, а згодом переправили в Кобеляки. 
Садового звинувачували в службі Денікіну, оскільки радянські спецслужби уникали поняття Армія УНР. За відсутністю доказів звинувачення було знято, а Садового відпустили.
Цього разу поїхав до Чорбівки, де жив у братового тестя. В Чорбівській волості поступив на службу писарем, але вже за п'ять днів мусив тікати від переслідування маяцькою міліцією в Кобеляки. За порадою знайомого хотів поїхати служити в Полтаву, але хвороба батька змусила залишитися в Кобеляках.
Пилип Садовий весь час підтримував зв'язок з членами українського підпілля, котрих знав ще за Гетьманату Скоропадського. Мав зв’язкових у Нових Санжарах, Кобеляках, Біликах, Великих Солонцях, Полтаві. Вони інформували Садового про події на Полтавщині та за її межами. Отаман планував знову піднімати селян на боротьбу з червоними.

### Примусова більшовицька мобілізація, повстанський загін, підпільники з Андріївки
Згодом на Полтавщині почалась мобілізація до більшовицького війська у зв’язку з наступом української та польської армій. 
Із Правобережжя надходили чутки про успіх українсько-польської армії, тому чоловіки масово уникали мобілізації. Ніхто не хотів воювати за червоних та відступати разом з ними до Росії. Перебуваючи в гурті селян, що уникали мобілізації, Пилип Садовий запропонував об’єднатися і разом дати відсіч міліції. Так Садовий сформував загін: на 51 чоловіка було 2-3 гвинтівки.
Загін направився до Великих Солонців, де до них приєдналося більше ста чоловік. У селян на озброєнні були гвинтівки, вила, коси, паліччя. Та загін, через настрої селянства, не мав чіткої політичної орієнтації, цілей боротьби, через, що Садовий, після кількох виступів, полишив його й подався в Андріївку.
В Андріївці приєднався до підпільної організації з числа випускників місцевої сільськогосподарської школи. На озброєнні вони мали чотири гвинтівки, револьвер та одну шашку. 
Довідавшись про перебування Нестора Махна в Нехворощі, Садовий з 11 юнаками вирушили на з’єднання з його військом, але не встигли. Махновці вже покинули ці краї, а за іншою версією то був загін отамана Левченка. Отже, залишається в Нехворощі, де знову збирає однодумців навколо себе.
Одного дня підпільники Садового довідались, що в село Суха Маячка їде забирати хліб 61-й червоноармійський полк (250-300 чол.). Отаман Садовий скликав нараду в селі Великі Солонці, куди прибуло 17 людей. Почувши причину збору, присутні мовчали, а Садовий, зауваживши мовчанку, мовив: «Бачу, що ви не вірите в свої сили, але полк треба вигнати і ручаюсь, що цієї ночі він буде вигнаний».
Добровольців зголосилося шість чоловік, включно з отаманом. Посеред ночі, над Сухою Маячкою злетіла зелена сигнальна ракета, що було сигналом Садового. Слідом спалахнула стрілянина, залунали вибухи гранат. За чверть години все стихло, а потім посунули через село підводи. До ранку в селі не було жодного червоноармійця.
За кілька днів газета «Більшовик Полтавщини» написала: «Недобитки буржуазної Центральної Ради в кількості до 500 штиків, 150 шабель, з кулеметами і легкими орудіями, напали на 61-й полк, який у селі Суха Маячка проводив заготівлю продовольствія, і після ожесточонного бою ушлі в напрямку Нехворощі…». 
У серпні 1920 року повстанські загони, якими командували колишні офіцери російської армії Самарський і Садовий загальною чисельністю 120-150 чоловік прибули до Царичанки, де на короткий час приєдналися до Андрія Левченка і спільними силами розбили каральний загін червоних та звільнили заарештованих селян, частина яких також приєдналася до повстанців.
Наприкінці вересня 1920 року Садовий разом побратимами на якийсь час приєдналися до повстанського загону отамана Біленького.
У Кобеляки червоні створюють загін добровольців по боротьбі з так званим бандитизмом, який очолив мешканець Сухої Маячки Іван Онипко. День у день ці «онипчани» їздили по селах й наводили лад із самогоном, були царями і панами над людьми. Окрім боротьби з самогоном добровольці Онипка взялися за українську інтелігенцію та підпільників. Після жнив 1920 року «онипчани» розстріляли відомих місцевих діячів.
Отаман Садовий постановив, що потрібно ліквідувати Івана Онипка та його загін. Пізньої осені 1920 року було скликано кущову нараду, на яку з'явилося 14 чоловік. Згідно задуму отамана зголосилося п’ять людей для його справи.
Повстанці дізналися, що Онипко ночує в хаті диякона, на краю села. Садовий постукав у двері, відчинив диякон, котрий повів трьох повстанців до кімнати, де відбувалося п’яне гульбище. Коли повстанці забігли до кімнати, то побачили трьох п'яних чоловіків: Онипка і двох штабних командирів. Їх пов’язали й повезли в напрямку Нехворощі, де в яру, перед селом, Івана Онипка застрелили, а штабовиків отаман відпустив під присягою не служити червоним. З тої пори більшовицький загін добровольців рідко показувався в цій місцевості.
Згодом Садовий знову опинився у складі загону Івана Біленького. Здійснив кілька рейдів у межах колишнього Новосанжарського району. Повстанці були у Великій Маячці, Малій Перещепині, Крутій Балці, Нехворощі, Деркачівці та ін.
Після відчутної поразки від великого більшовицького загону будьонівців у Нехворощі, Пилип Садовий вирішив більше не збирати повстанців.

### Загін Михайла Брови, арешт
Два тижні Садовий проживав у селі Котовка Новомосковського повіту, потім подався від села до села, провідуючи колишніх побратимів.
За даними кримінальної справи отаман Садовий нібито зголосився вступити до війська махновця Михайла Брови, котрі на той час були в союзі з більшовиками, і мав направитись на війну з Врангелем. 
Разом з махновцями Садовий об’їхав низку сіл, де анархісти агітували вступати до війська. Закінчилось все тим, що агітаторів у Губарівці заарештувала міліція, бо Махно вчергове порвав з більшовиками. Але Садовому вдалося уникнути арешту.
21 січня 1921 року Пилипа Садового заарештували будьонівці в селі Богданівка. Під час арешту Садовий двічі пробував втекти, але невдало. 

### Суд і розстріл
Судилище над отаманом Садовим описав у своїх спогадах член його загону та підпільної організації Полікарп Кибкало у своїй праці «Тернистим шляхом»:
|  | «…отамана Садового судили в Полтаві. Суд був показовий, відкритий. Збиралася повна зала. Судили отамана три дні. Садовий вів себе не як підсудний, а як доповідач. Своєї вини про виступ проти совєцької влади не заперечував, але доводив чому і за що боровся. На запит судді: хто був учасником підпільної боротьби, Садовий відповів: «Я вже дав відповідь на слідстві, що працював від України, в обороні її, а учасником був увесь український народ». На суді Садовий пред’явив Москві (як царській так і совєцькій) обвинувачення починаючи від царів Олексія й Петра закінчуючи Леніним. Суд доходив до кінця, коли суддя запитав: «Что ви просите у суда?», даючи 15 хвилин. Садовий відмовився говорити, мотивуючи тим, що слідство тривало чотири місяці, суд три дні, а за 15 хвилин нічого не можна сказати. Суд зібрався йти на нараду, але присутні в залі підняли такий ґвалт і суд був вимушений дати необмежене за часом заключне слово. Говорив Садовий чотири години. За цей час він переповів присутнім усі злочини Росії перед Україною та її народом. Суд сидів приголомшений. Майже вся зала (до тисячі чоловік) плакала. Навіть один із засідателів суду втирав хустиною очі. Наприкінці Садовий сказав: «Я в узурпаторів не просив і не збираюся просити пощади. Знаю що мене чекає, але час розплати з окупантом недалекий. А вас, дорогі брати і сестри (слова до публіки), прошу простити мене, і нагадати Вам слова Тараса Шевченка: «Борітеся, поборете!» Зал вибухнув оваціями «Слава!» Під крики «Ганьба!» судді пішли на нараду. За півгодини судді оголосили, що вирок сповістять завтра (не осмілилися читати вирок). Зала почала знову кричати «Ганьба суддям!» та «Слава Україні!». |

2 липня 1921 року вирок було виконано.